# Marcin Wu Xuesheng
Św. Marcin Wu Xuesheng (chiń. 吳學聖瑪定) (ur. 1817 w Chuchangbo, prowincja Kuejczou w Chinach, zm. 18 lutego 1862 w Kaiyang, prowincja Kuejczou) – święty Kościoła katolickiego, katechista, męczennik.

## Życiorys
Marcin Wu Xuesheng urodził się w katolickiej rodzinie w mieście Chuchangbo w powiecie Qingzhen. Był najmłodszym dzieckiem w rodzinie. Po śmierci rodziców odziedziczył rodzinne gospodarstwo i ożenił się. Po pewnym czasie jego żona zostawiła go i powróciła do domu rodziców. W 1848 biskup Bai Defan namówił go, żeby pomagał księżom w pracy misyjnej. Rozpoczął pracę w Qinzhen i Qianxi, później był w Duyuan, Zuanyi, Pingyue, Wungan i innych miejscach. W 1850 zaczął uczyć się medycyny u lekarza Wang Kaiju, z którym pojechał do Duyun otworzyć klinikę. Został tam oskarżony i aresztowany. Trafił do więzienia, gdzie był bity. Mimo to nie zgodził się na wyrzeczenia wiary. W efekcie został deportowany. W 1856 jadąc przez Zuanyi zatrzymał się w gospodzie, gdzie lekkomyślnie pozostawił na ścianie krzyż. Właściciel gospody poinformował o tym miejscową policję. Marcin Wu został aresztowany i spędził rok w więzieniu. Zwolniony za kaucją pojechał do Tongzi, gdzie pomagał w katechizacji. W 1861 razem z Janem Huang udali się do Kaiyang. Po drodze spotkali ojca Wen Nai’er (Jan Neel) i zostali z nim jako pomocnicy. W tym czasie rozpoczęły się prześladowania chrześcijan. Razem z Janem Zhang Tianshen, Janem Chen Xianheng i ojcem Wen zostali aresztowani. Podczas przesłuchania odmówili wyrzeczenia się wiary. Zostali skazani na śmierć i ścięci. Kilku odważnych wierzących zabrało ich ciała, żeby je pochować w seminarium w Liuchongguan. Ich głowy zostały powieszone na bramie miasta, jako ostrzeżenie dla chętnych do wyznawania chrześcijaństwa. W nocy kilku katolików zdjęło je w tajemnicy i pochowało w starym grobowcu biskupa Pai.

## Dzień wspomnienia
9 lipca w grupie 120 męczenników chińskich.

## Proces beatyfikacyjny i kanonizacyjny
Razem z Janem Neel, Łucją Yi Zhenmei, Janem Zhang Tianshen i Janem Chen Xianheng należy do grupy męczenników z Kuejczou. Zostali oni beatyfikowani 2 maja 1909 r. przez Piusa X. Kanonizowani w grupie 120 męczenników chińskich 1 października 2000 r. przez Jana Pawła II.